# Raphanus confusus
Raphanus confusus är en korsblommig växtart som först beskrevs av Werner Rodolfo Greuter och Hervé Maurice Burdet, och fick sitt nu gällande namn av Al-shehbaz och S.I. Warwick. Raphanus confusus ingår i släktet rättikor, och familjen korsblommiga växter. Inga underarter finns listade i Catalogue of Life.